# 869 до н. е.

## Події
Царем Ізраїлю став Ахав. Одружений з дочкою царя Тіру Єзавель, він дозволив побудувати храм Ваала в Самарії. Внаслідок торгівлі з фінікійцями економічне становище держави значно поліпшилося.